# ريبيكا بارنارد
ريبيكا بارنارد (بالإنجليزية: Rebecca Barnard)‏ هي مغنية وكاتبة غنائية أسترالية، ولدت في 26 ديسمبر 1960 في ملبورن في أستراليا.

## وصلات خارجية
- ريبيكا بارنارد على موقع ميوزك برينز (الإنجليزية)
- ريبيكا بارنارد على موقع ديسكوغز (الإنجليزية)